# Tony Featherstone
Pour les articles homonymes, voir Featherstone (homonymie).
Anthony James Featherstone , dit Tony Featherstone, (né le 31 juillet 1949 à Toronto en Ontario et mort le 30 octobre 2021 dans la même ville) est un joueur de hockey sur glace professionnel qui joua dans la Ligue nationale de hockey pour les Seals d'Oakland et les North Stars du Minnesota, puis dans l'Association mondiale de hockey pour les Toros de Toronto. Il fut repêché par Oakland au premier tour, 7e au total, du repêchage amateur de la LNH 1969.